# Chang’e

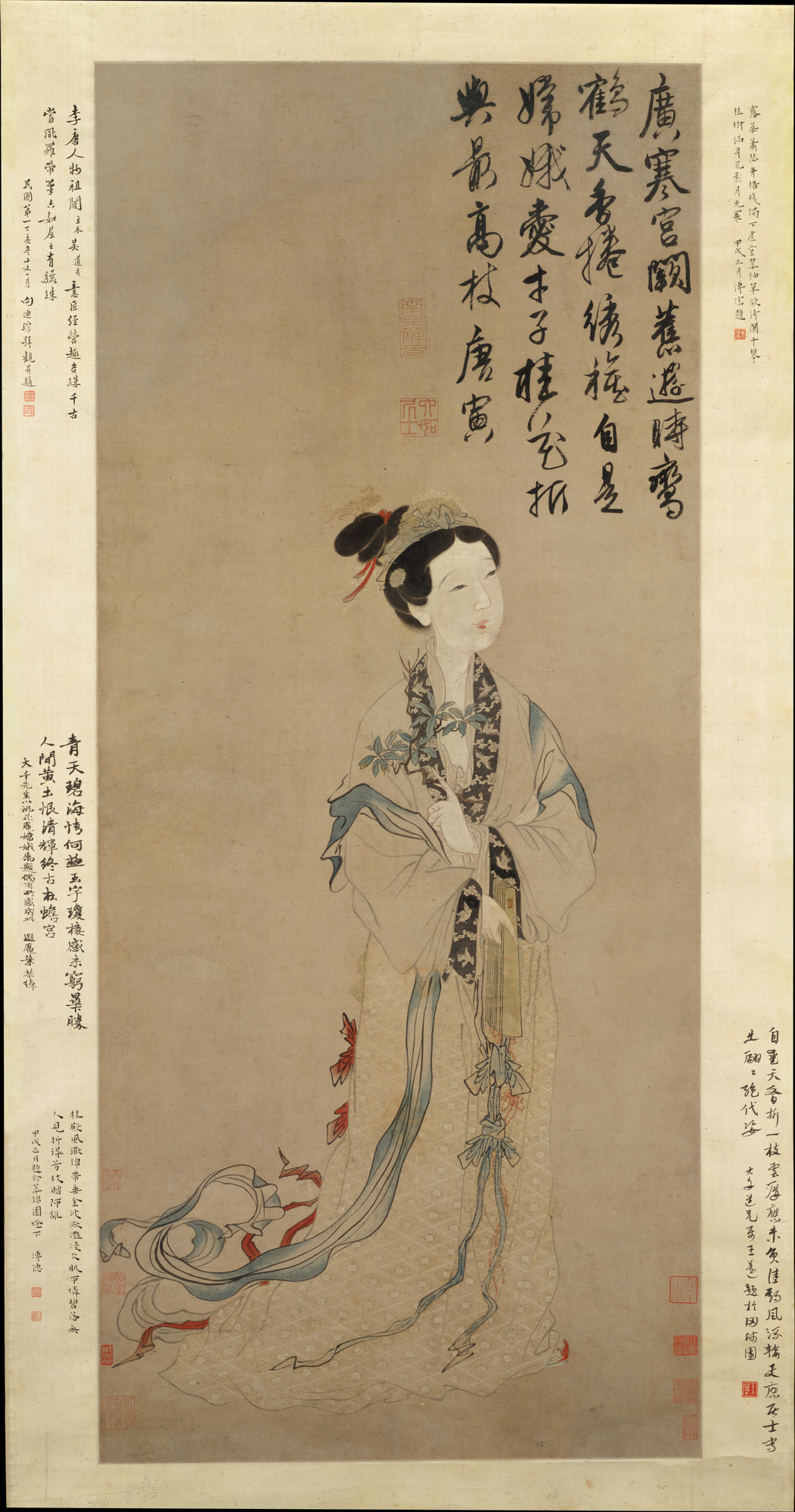
„Mondgöttin Cháng’é“ nach Tang Yin (唐寅, 1470–1524)

Chang’e (chinesisch 嫦娥, Pinyin Cháng'é, W.-G. Ch'ang-O, Jyutping Soeng4 Ngo4, Yale Chang-Ngo) ist eine chinesische Göttin des Mondes. Im Unterschied zu Mondgottheiten anderer Kulturen personifiziert sie den Mond nicht, sondern lebt mit dem Jadehasen, auch als Jadekaninchen bekannt, (玉兔,  yùtù) in einem Palast namens Guanghan Gong (广寒宫,  Guǎnghán Gōng – „Palast der Weiten und Kälte“) auf ihm. Historisch heißt Chang’e ursprünglich in der chinesischen Antike Heng’e (姮娥,  Héng'é); in ihrer heutigen Form taucht Chang’e erstmals in dem Gedicht „Weberin und Kuhhirte“ (为织女赠牵牛) von Yan Yanzhi (颜延之, 384–456) auf. In der daoistischen Mythologie wird Chang’e auch als Taiyin xingjun (太阴星君,  Tàiyīn xīngjūn – „Herrin des Mondes“) bezeichnet. Die Ursprünge zur Mondgöttin Chang’e wurden in den Werken Huainanzi und Taiping yulan festgehalten und beschrieben. Daneben war sie beispielsweise auch Gegenstand in den Werken von Li Shangyin (ca. 813–858) und Bi Yuan (1730–1797).
Die Sonden des Mondprogramms der Volksrepublik China tragen den Namen „Chang’e“ und eine Seriennummer, die Rover besagten Programms heißen „Jadehase“. Ein in von der Sonde Chang’e 5 zurückgebrachten Bodenproben entdecktes neues Phosphat aus der Merrillit-Gruppe erhielt den Namen Changesit-(Y) und wurde von der Internationalen Mineralogischen Vereinigung als eigenständige Mineralart anerkannt. Auch ein Krater auf dem Mond wurde nach ihr benannt, er heißt Chang-Ngo und liegt innerhalb des Kraters Alphonsus.

## Legenden um Chang’e

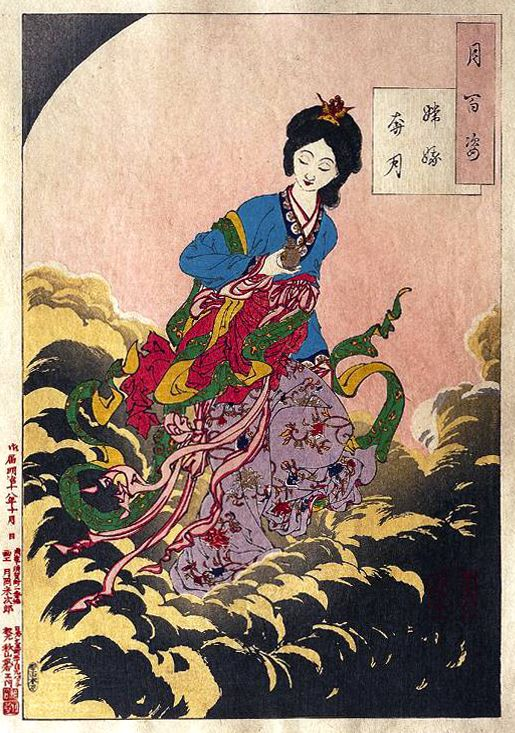
„Chang’e steigt zum Mond auf“ – Farbholzschnitt von Tsukioka, vor 1892, Japan

Die meisten Legenden der chinesischen Mythologie zur Chang’e (嫦娥奔月,  Cháng'é bènyuè – „Chang’e steigt zum Mond auf“) bestehen aus Variationen folgender Elemente: Houyi (后羿,  Hòuyì), der Bogenschütze; ein Kaiser (皇帝,  huángdì), der entweder wohltätig oder boshaft ist; ein Lebenselixier (不死药,  bùsǐyào) und der Mond (月亮,  yuèliang). Während im westlichen Kulturkreis vom „Mann im Mond“ gesprochen wird, sprechen die Chinesen von der „Frau im Mond“.

### Chang’e und Houyi der Bogenschütze (Version 1)

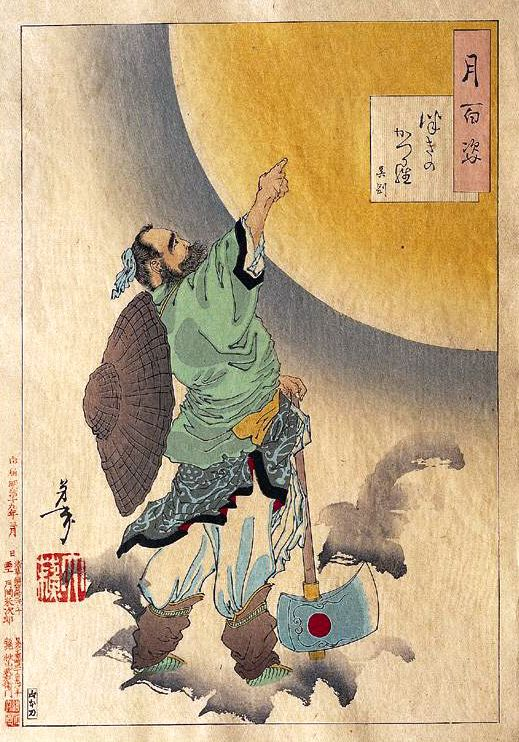
„Wu Gang fällt die Zimtkassie“ – Holzschnitt von Yoshitoshi vor 1892, Japan

Der Legende nach sind Chang’e und ihr Ehemann Houyi, der Bogenschütze, Unsterbliche (Xian), die im Himmel lebten. Eines Tages verwandelten sich die zehn Söhne des Jadekaisers in zehn Sonnen, um die Erde zu versengen. Nachdem die Anweisung an seine Söhne fehlschlägt, sie mögen mit der Zerstörung der Erde aufhören, bittet der Jadekaiser Houyi um Hilfe, er möge seinen berühmten Bogen benutzen, um neun der zehn Sonnen vom Himmel zu schießen, einem Sohn aber dieses Schicksal ersparen. Genauso machte es Houyi. Doch der Kaiser war über den Tod von neun seiner Söhne unglücklich. Als Strafe verbannte er Houyi und Chang’e vom Mond und bestimmte, sie sollte als bloße Sterbliche auf der Erde leben.
Chang’e war sehr unglücklich über den Verlust ihrer Unsterblichkeit, also entschied sich Houyi auf eine lange und gefährliche Reise zu gehen, um eine Medizin zu finden, die seiner Ehefrau die Unsterblichkeit zurückgeben würde. Am Ende dieser Reise begegnet er der Königinmutter des Westens, die ihm diese Medizin gibt. Sie warnt ihn aber, dass eine einzelne Person nur die Hälfte der Medizin benötigt, um unsterblich zu werden.
Houyi bringt die Medizin nach Hause und verstaut sie in einem Kästchen. Er warnt seine Frau davor, das Kästchen zu öffnen, und verlässt sein Heim für eine Weile. Wie Pandora in der griechischen Mythologie siegte die Neugier bei Chang’e: Sie öffnete das Kästchen und fand die Medizin in dem Moment, als Houyi gerade wieder nach Hause kam. Aus Angst, Houyi könnte nach ihrer Entdeckung den Inhalt des Kästchens an sich nehmen, nahm sie versehentlich die ganze Medizin zu sich. Sie begann, aufgrund der Überdosis in den Himmel aufzusteigen. Houyi dachte kurz daran, mit einem Bogenschuss zu verhindern, dass sie weiter in den Himmel aufsteigt, aber er brachte es nicht über das Herz, auf seine Frau zu schießen. Chang’e stieg so lange auf, bis sie schließlich auf dem Mond landete.
Da sie sich ohne ihren Ehemann auf dem Mond einsam fühlte, tat sie sich mit einem Mondhasen (月兔,  yuètù, auch Jadehase 玉兔,  yùtù) zusammen, der auch auf dem Mond lebte und Elixiere herstellte. Ein anderer Begleiter wurde der Holzfäller Wu Gang (吴刚). Dieser hatte die Götter beleidigt, indem er ebenfalls versuchte, Unsterblichkeit zu erlangen, und war auf den Mond verbannt worden. Wu Gang war es erlaubt, den Mond zu verlassen, wenn es ihm gelingen würde, auf dem Mond einen Baum (桂树,  guìshù – „Kassia-Baum“) abzuschlagen. Doch jedes Mal, wenn er den Baum abschlug, wuchs dieser wieder nach, so dass er dazu verdammt war, für eine Ewigkeit auf dem Mond zu leben. (vgl. Sisyphusaufgabe)

### Chang’e und Houyi der Bogenschütze (Version 2)
Chang’e war ein schönes junges Mädchen, das beim Jadekaiser im Himmelspalast arbeitete, wo Unsterbliche, Gottmenschen und Feen lebten. Eines Tages passierte ihr ein Missgeschick und sie zerbrach ein kostbares Porzellanglas. Der Kaiser wurde böse und verbannte sie auf die Erde, wo die gewöhnlichen Leute lebten. Sie könne dann in den Himmelspalast zurückkommen, wenn sie der Menschheit einen besonderen Dienst erweisen würde.
Chang’e verwandelte sich in ein Mitglied einer armen Bauernfamilie. Als sie 18 Jahre war, machte Houyi, ein junger Jäger aus einem Nachbardorf ihr den Hof und sie wurden Freunde. Eines Tages erschien ein katastrophales Phänomen am Himmel. Statt einer gingen zehn Sonnen am Himmel auf und versengten die Erde. Houyi, der auch ein ausgezeichneter Bogenschütze war, entschloss sich nun, die Erde zu retten. Erfolgreich schoss er neun von zehn Sonnen ab und wurde so ein Held. Möglicherweise wurde er sogar ein König und heiratete Chang’e.
Aber Houyi wurde zu einem Tyrannen. Er strebte nach Unsterblichkeit und beauftragte, ein Elixier herzustellen, um sein Leben zu sichern. Das Elixier in Form einer einzelnen Pille war fast fertig, als er mit Chang’e zusammentraf. Versehentlich oder vorsätzlich schluckte sie die Pille. Der verärgerte König Houyi versuchte nun seine Frau zu ergreifen. Sie versuchte zu fliehen und sprang dabei aus einem Fenster ganz oben im Palast. Aber anstatt zu fallen, schwebte sie in den Himmel in Richtung Mond.
König Houyi versuchte sie mit einem Pfeil abzuschießen, jedoch ohne Erfolg. Ihr Begleiter, ein Hase, zerstößt seitdem das Elixier der Unsterblichkeit in einem großen Mörser. Auf dem Mond lebt auch ein Holzfäller, der versucht, einen Kassia-Baum zu fällen. Aber sobald er eine Kerbe in den Baum schlägt, heilt dieser wieder sofort, so dass er niemals Fortschritte macht.
Währenddessen begibt sich der König Houyi zur Sonne, um dort einen neuen Palast zu bauen. Chang’e und Houyi repräsentieren seitdem das Yin und Yang, die Sonne und den Mond.

### Chang’e und der grausame Kaiser
Viele Jahre, wo sie nur eine Göttin auf dem Mond war, schaute Chang’e herunter zur Erde und sah einen schrecklich grausamen Kaiser, der auf dem Thron saß. Um den Menschen zu helfen, ließ sie sich als Sterbliche in die Welt gebären. Während die anderen Mitglieder ihrer sterblichen Familie vom Kaiser getötet oder versklavt wurden, organisierte sie ihre Flucht aufs Land.
Währenddessen wurde der Kaiser älter und darauf versessen, das Elixier des Lebens zu entdecken. Überall aus dem Land wurden Leute zu ihm gebracht, von denen er verlangte, ihm das Elixier zu bringen. Aber keiner kannte es. Der Kaiser akzeptierte ihre Antworten jedoch nicht und ließ sie hinrichten.
Auf dem Land traf Chang’e Guanyin, die Göttin des Mitgefühls, die ihr ein kleines Elixier gab. Chang’e brachte das Elixier zum Kaiser. Der misstrauische Kaiser hatte Angst, das Elixier könnte vergiftet sein, und befahl, Chang’e solle zuerst davon kosten. Nachdem keine Vergiftungserscheinungen auftraten, nahm der Kaiser das Elixier zu sich und verstarb sofort. Auch Chang’e verließ wieder die sterbliche Welt, da das Elixier bei ihr nur verzögert gewirkt hatte. Doch anstatt zu sterben, stieg sie zum Mond auf, um dort ihren Platz als Göttin wieder einzunehmen.

## Trivia
Die Mondgöttin Chang’e wurde in einem Funkgespräch zwischen NASAs Mission Control Center in Houston und der Crew der Apollo-11-Mission kurz vor der ersten bemannten Mondlandung 1969 erwähnt.

“Among the large headlines concerning Apollo this morning, is one asking that you watch for a lovely girl with a big rabbit. An ancient legend says a beautiful Chinese girl called Chang-O has been living there for 4,000 years. It seems she was banished to the Moon because she stole the pill of immortality from her husband. You might also look for her companion, a large Chinese rabbit, who is easy to spot since he is always standing on his hind feet in the shade of a cinnamon tree. The name of the rabbit is not reported.”

“Okay. We’ll keep a close eye out for the bunny girl.”